# Chiesa del Purgatorio (Sciacca)
La chiesa del Purgatorio è una delle numerose chiese di Sciacca ,comune in provincia di Agrigento,situata nel centro storico della cittadina, nell'antichissimo quartiere denominato Terra Vecchia.

## Storia
la chiesa, fondata nel 1330 per poi essere completamente ricostruita nel 1480 dal nobile Pietro Burgio, era dedicata a San Giovanni Battista Decollato. Nel 1590 alcuni devoti fondarono in questa chiesa la Società del Purgatorio (trasformatasi in congregazione nel 1629 con il titolo di Congregazione dell'Assunzione della Beata Vergine Maria ed Anime Sante). Nel 1626 le fu annesso il Ritiro delle Repentine cioè di donne di cattiva fama ravvedute, che fu costruito ad opera del gesuita padre Luigi La Nuza, utilizzando così la casa messa a disposizione dal saccense Michele Parrino. L'istituto, ormai caduto in rovina, fu soppresso nel 1750 e l'edificio fu assegnato all'attigua chiesa da mons. Lucchesi con atto del 28 aprile 1758. I due edifici comunicavano dalla parte meridionale ed una finestra, detta comunichino, si apriva direttamente nella chiesa per permettere alle donne ancora rimaste nell'istituto di comunicare senza uscire di casa. Nella chiesa, secondo quanto tramanda padre Vincenzo Farina fu sepolto Francesco Savasta, autore del libro "Il Famoso Caso Di Sciacca".

## Descrizione

### Esterno
L'edificio presenta uno sviluppo verticale sottolineato da due cantonali. L'ingresso è costituito da un meraviglioso portale barocco con un timpano racchiuso fra due volute, in cima al timpano è presente un medaglione con un'anima del purgatorio fra le fiamme e sotto una testa d'angelo. Sopra il medaglione è presente lo stemma della famiglia Burgio.

### Interno
L'interno dell'edificio è ad unica navata. La chiesa conserva una preziosa collezione di dipinti:

sull'altare maggiore è presente la tela, opera giovanile, di Mariano Rossi raffigurante la Vergine consola le Anime del Purgatorio, ai lati del presbiterio sono presenti due tele del figlio Tommaso Rossi raffiguranti San Pietro e San Paolo, sue sono pure le tele Apparizione di Dio a Mosè, la Decapitazione di San Giovanni Battista, San Gabriele, il Sacrificio di Isacco, San Giovanni Battista, San Michele Arcangelo. 
Di Gaspare Testone, maestro di Mariano Rossi sono la  Vergine con Sant'Anna e San Gioacchino e la Fuga in Egitto.
 
Inoltre è presente una tela del pittore saccense Giuseppe Sabella raffigurante l'Immacolata Concezione.